# Richard Lang (cyclisme)
Pour les articles homonymes, voir Richard Lang et Lang.
Richard Lang, né le 23 février 1989 à Sydney, est un coureur cycliste australien.

## Palmarès sur route

### Par année
- 2008
  - 3e du championnat d'Australie du critérium espoirs
- 2009
  - 4e étape du Tour du Gippsland
  - 2e étape du Tour de Geelong
  - 6e étape du Tour of the Murray River
  - Goulburn to Sydney Classic
  - 5e étape du Tour de Tasmanie
  - 1re étape du Tour de Perth
  - 3e du Tour of the Murray River
  - 3e du Tour de Perth
- 2010
  - 1re étape du Tour de Thuringe (contre-la-montre par équipes)
  - 5e étape du Tour de Tasmanie
- 2011
  - UCI Oceania Tour
  -  Champion d'Océanie sur route espoirs
  - Trofeo Banca Popolare Piva
  - 2e du championnat d'Australie du critérium espoirs
- 2012
  - Beverley Grand Prix

### Classements mondiaux
| Année            | 2011 |
| ---------------- | ---- |
| UCI Oceania Tour | 1er  |
| UCI Europe Tour  | 396e |

## Palmarès sur piste

### Championnats d'Australie
- 2008
  - 2e de la poursuite par équipes
- 2009
  -  Champion d'Australie de l'omnium
  - 2e de l'américaine
  - 3e du scratch
- 2010
  - 3e de la poursuite par équipes